# Гомарети
Гомарети (груз. გომარეთი) — село в Грузии, на территории Дманисского муниципалитета края (мхаре) Квемо-Картли.

## География
Село находится в юго-восточной части Грузии, на расстоянии приблизительно 17 километров (по прямой) к северо-северо-западу от города Дманиси, административного центра муниципалитета. Абсолютная высота — 1370 метров над уровнем моря.

## История
Село образовано в 1999 году путём объединения сёл Диди-Гомарети и Патара-Гомарети.

## Население
По результатам официальной переписи населения 2014 года в Гомарети проживало 594 человека (291 мужчина и 303 женщины). В национальной структуре населения грузины составляли 99 %.